# FA Cup 1881-1882
De FA Cup 1881-1882 was de 11de editie van de oudste bekercompetitie van de wereld in het voetbal, de Engelse FA Cup. De FA Cup werd gewonnen door Old Etonians. De club had vorig seizoen nog de finale verloren. Het was reeds de tweede eindwinst voor Old Etonians, dat zijn vijfde finale speelde in acht jaar tijd. Aan het toernooi zouden 73 teams deelnemen, 11 meer dan vorig seizoen. Vijf teams speelden echter nooit een wedstrijd.

## Voorrondes

### Eerste ronde
| Thuisclub               | Uitslag   | Bezoekers            | Datum           |
| ----------------------- | --------- | -------------------- | --------------- |
| Darwen                  | 3-1       | Blackburn Olympic    | 29 oktober 1881 |
| Grantham                | 6-0       | Brigg                | 5 november 1881 |
| Reading                 | 5-0       | Hendon               | 29 oktober 1881 |
| Sheffield               | 8-0       | Brigg Brittania      | 5 november 1881 |
| Barnes                  | 3-1       | Rochester            | 5 november 1881 |
| Royal Engineers         | 6-0       | Kildare              | 5 november 1881 |
| Marlow                  | 3-1       | Brentwood            | 22 oktober 1881 |
| Upton Park              | 3-0       | St Albans            | 22 oktober 1881 |
| Windsor Home Park       | 0-1       | Reading Minster      | 22 oktober 1881 |
| Old Etonians            | 2-2       | Clapham Rovers       | 5 november 1881 |
| Herts Rangers           | 0-4       | Swifts               | 5 november 1881 |
| Notts County            | Walk-over | Calthorpe            |                 |
| Old Foresters           | 3-0       | Morton Rangers       | 5 november 1881 |
| Wednesbury Strollers    | 3-1       | Stafford Road        | 5 november 1881 |
| Romford                 | Walk-over | Rangers              |                 |
| Henley                  | 0-2       | Maidenhead           | 22 oktober 1881 |
| West End                | 3-2       | Remnants             | 29 oktober 1881 |
| Blackburn Rovers        | 9-1       | Blackburn Park Road  | 29 oktober 1881 |
| Hanover United          | Bye       |                      |                 |
| Hotspur                 | 1-0       | Highbury Union       | 5 november 1881 |
| Mosquitos               | 1-1       | Pilgrims             | 5 november 1881 |
| Aston Villa             | 4-1       | Nottingham Forest    | 5 november 1881 |
| Acton                   | 0-0       | Finchley             | 29 oktober 1881 |
| Sheffield Wednesday     | 2-0       | Sheffield Providence | 5 november 1881 |
| Astley Bridge           | 2-2       | Turton               | 29 oktober 1881 |
| Dreadnought             | Walk-over | Caius College        |                 |
| Staveley                | 5-1       | Spilsby              | 29 oktober 1881 |
| Esher Leopold           | 0-5       | Old Carthusians      | 5 november 1881 |
| Olympic                 | 2-4       | Old Harrovians       | 5 november 1881 |
| Woodford Bridge         | 1-1       | Reading Abbey        | 22 oktober 1881 |
| Small Heath Alliance    | 4-1       | Derby Town           | 17 oktober 1881 |
| Sheffield Heeley        | 5-1       | Lockwood Brothers    | 17 oktober 1881 |
| Bootle                  | 2-1       | Blackburn Law        | 5 november 1881 |
| St Bart's Hospital      | Walk-over | Wanderers            |                 |
| Bolton Wanderers        | 5-5       | Eagley               | 22 oktober 1881 |
| Accrington              | Walk-over | Queen's Park         |                 |
| Wednesbury Old Athletic | 9-1       | Mitchell St George's | 5 november 1881 |

### Eerste ronde - Replays
| Thuisclub      | Uitslag | Bezoekers        | Datum            |
| -------------- | ------- | ---------------- | ---------------- |
| Clapham Rovers | 0-1     | Old Etonians     | 19 november 1881 |
| Pilgrims       | 5-0     | Mosquitos        | 12 november 1881 |
| Acton          | 4-0     | Finchley         | 12 november 1881 |
| Turton         | 1-1     | Astley Bridge    | 12 november 1881 |
| Astley Bridge  | 3-3     | Turton           | 19 november 1881 |
| Turton         | 2-0     | Astley Bridge    | 26 november 1881 |
| Reading Abbey  | 2-1     | Woodford Bridge  | 12 november 1881 |
| Eagley         | 0-1     | Bolton Wanderers | 12 november 1881 |

### Tweede ronde
| Thuisclub               | Uitslag                   | Bezoekers            | Datum            |
| ----------------------- | ------------------------- | -------------------- | ---------------- |
| Darwen                  | 3-1                       | Accrington           | 26 november 1881 |
| Reading                 | 1-1 West End disqualified | West End             | 26 november 1881 |
| Sheffield               | 0-4                       | Sheffield Heeley     | 26 november 1881 |
| Royal Engineers         | Bye                       |                      |                  |
| Marlow                  | 2-0                       | St Bart's Hospital   | 30 november 1881 |
| Maidenhead              | 2-1                       | Acton                | 3 december 1881  |
| Old Etonians            | Bye                       |                      |                  |
| Swifts                  | 7-1                       | Old Harrovians       | 19 november 1881 |
| Notts County            | 5-3 Match void            | Wednesbury Strollers | 24 november 1881 |
| Old Foresters           | 3-1                       | Pilgrims             | 3 december 1881  |
| Blackburn Rovers        | 6-2                       | Bolton Wanderers     | 19 november 1881 |
| Hanover United          | 1-3                       | Upton Park           | 26 november 1881 |
| Aston Villa             | Bye                       |                      |                  |
| Turton                  | 4-0                       | Bootle               | 3 december 1881  |
| Old Carthusians         | 7-1                       | Barnes               | 3 december 1881  |
| Sheffield Wednesday     | Bye                       |                      |                  |
| Reading Minster         | 3-1                       | Romford              | 3 december 1881  |
| Reading Abbey           | 1-4                       | Hotspur              | 26 november 1881 |
| Dreadnought             | Bye                       |                      |                  |
| Staveley                | 3-1                       | Grantham             | 28 november 1881 |
| Wednesbury Old Athletic | 6-0                       | Small Heath Alliance | 3 december 1881  |

### Tweede ronde - Replay
| Thuisclub    | Uitslag | Bezoekers            | Datum            |
| ------------ | ------- | -------------------- | ---------------- |
| Notts County | 11-1    | Wednesbury Strollers | 24 november 1881 |

### Derde ronde
| Thuisclub           | Uitslag | Bezoekers       | Datum            |
| ------------------- | ------- | --------------- | ---------------- |
| Darwen              | 4-1     | Turton          | 17 december 1881 |
| Reading             | Bye     |                 |                  |
| Upton Park          | Bye     |                 |                  |
| Old Etonians        | 3-0     | Swifts          | 17 december 1881 |
| Old Foresters       | Bye     |                 |                  |
| Blackburn Rovers    | Bye     |                 |                  |
| Hotspur             | 0-0     | Reading Minster | 17 december 1881 |
| Aston Villa         | 2-2     | Notts County    | 31 december 1881 |
| Old Carthusians     | 0-2     | Royal Engineers | 20 december 1881 |
| Sheffield Wednesday | 2-2     | Staveley        | 29 december 1881 |
| Dreadnought         | 1-2     | Marlow          | 17 december 1881 |

### Derde ronde - Replays
| Thuisclub           | Uitslag | Bezoekers           | Datum            |
| ------------------- | ------- | ------------------- | ---------------- |
| Hotspur             | 2-0     | Reading Minster     | 26 december 1881 |
| Notts County        | 2-2     | Aston Villa         | 7 januari 1882   |
| Aston Villa         | 4-1     | Notts County        | 14 januari 1882  |
| Staveley            | 0-0     | Sheffield Wednesday | 7 januari 1882   |
| Sheffield Wednesday | 5-1     | Staveley            | 9 januari 1882   |

### Vierde ronde
| Home Club               | Score     | Away Club                          | Date            |
| ----------------------- | --------- | ---------------------------------- | --------------- |
| Marlow                  | Walk-over | Reading                            |                 |
| Upton Park              | 5-0       | Hotspur                            | 21 januari 1882 |
| Old Etonians            | 6-3       | Maidenhead                         | 14 januari 1882 |
| Old Foresters           | 2-1       | Royal Engineers AFCRoyal Engineers | 21 januari 1882 |
| Blackburn Rovers        | 5-1       | Darwen                             | 30 januari 1882 |
| Sheffield Wednesday     | 3-1       | Sheffield Heeley                   | 21 januari 1882 |
| Wednesbury Old Athletic | 4-2       | Aston Villa                        | 21 januari 1882 |

### Vijfde ronde
| Thuisclub           | Uitslag | Bezoekers               | Datum            |
| ------------------- | ------- | ----------------------- | ---------------- |
| Old Etonians        | Bye     |                         |                  |
| Old Foresters       | 0-0     | Marlow                  | 14 februari 1882 |
| Blackburn Rovers    | 3-1     | Wednesbury Old Athletic | 11 februari 1882 |
| Sheffield Wednesday | 6-0     | Upton Park              | 7 februari 1882  |

### Vijfde ronde - Replay
| Thuisclub | Uitslag | Bezoekers     | Datum            |
| --------- | ------- | ------------- | ---------------- |
| Marlow    | 1-0     | Old Foresters | 18 februari 1882 |

## Halve finale
| Thuisclub        | Uitslag | Bezoekers           | Datum        |
| ---------------- | ------- | ------------------- | ------------ |
| Old Etonians     | 5-0     | Marlow              | 4 maart 1882 |
| Blackburn Rovers | 0-0     | Sheffield Wednesday | 6 maart 1882 |

## Halve finale - Replay
| Thuisclub           | Uitslag | Bezoekers        | Datum         |
| ------------------- | ------- | ---------------- | ------------- |
| Sheffield Wednesday | 1-5     | Blackburn Rovers | 15 maart 1882 |

## Finale
| Thuisclub    | Uitslag | Bezoekers        | Datum         |
| ------------ | ------- | ---------------- | ------------- |
| Old Etonians | 1-0     | Blackburn Rovers | 25 maart 1882 |